# Mozenavir
Mozenavir (auch DMP-450) ist ein Arzneistoff aus der Gruppe der HIV-Proteaseinhibitoren, der von der Firma Gilead Sciences entwickelt wurde. Da der Wirkstoff keine signifikanten Vorteile gegenüber herkömmlichen HIV-Proteasehemmern gezeigt hat, wurde die Entwicklung eingestellt.

## Pharmakologie
Mozenavir bindet sehr fest an das aktive Zentrum der HIV-Protease. Dadurch wird die Prozessierung viraler Polyprotein-Vorstufen verhindert. 